# Lira genovese
La lira genovese fu un'unità monetaria in uso nella Repubblica di Genova.

## Storia
La zecca di Genova produsse monete in vari tagli dal 1138 fino al 1814.
Dopo questa data, quando la Repubblica di Genova fu incorporata nello Stato Sabaudo, la zecca rimase in funzione emettendo monete fino al 1860
Alla fine del XV secolo la lira genovese era una moneta d'argento dal peso di circa 13 g. Intorno al 1670 pesava 5,20 g e a metà del Settecento 4,57 g.
Quando ebbe termine l'epoca della Repubblica la moneta da una lira pesava 4,16 g all'889/1000 pari a 3,69824 g d'argento fino ossia 0,239 g d'oro fino.
Furono emesse monete da 1, 2, 4, 8, 12, 24, 25, 48, 50 e 96 Lire.
Esisteva anche il "Terzo di Madonnina" (6 soldi e 8 denari), da 1,45 g, detta anche seino.
Era anche divisa in venti soldi. Monete in multipli di Lira (2, 4, 8, 12, 24, 48 e 96 Lire) furono emesse anche durante la Repubblica ligure (1797-1805), prima dell'annessione all'impero francese sotto Napoleone I.
A titolo d'esempio riguardo al valore della lira genovese, si può osservare che negli ultimi anni di vita della Repubblica, le entrate fiscali relative alla movimentazione delle merci nel porto di Genova durante un intero anno, non superarono mai di molto il controvalore di 1.600.000 Lire genovesi.
Questo dato aiuta a comprendere l'enormità del debito contratto da Genova nei confronti della sola Francia (pari a circa due milioni di Lire genovesi) per l'invio di truppe transalpine a collaborare con le milizie genovesi nel tentativo di soffocare la rivolta della Corsica, debito cui si aggiungevano quelli contratti per la condotta della guerra e per assoldare mercenari di altra provenienza e che, complessivamente, portarono Genova nel 1768 con il trattato di Versailles alla perdita definitiva dell'isola e alla crisi che avrebbe segnato dopo pochi anni la fine della gloriosa e antica Repubblica marinara.

### Dizionari
- Jean Belaubre, Dictionaire de Numismatique médiévale occidentale, Parigi, Léopard d'Or, 1996, ISBN 2-86377-121-3. (voci, Bruni, Genovino d'or, Janua, Petacchina)
- (DE) Konrad Klütz, Münznamen und ihre Herkunft, Vienna, moneytrend Verlag, 2004, ISBN 3-9501620-3-8. (voci, Denar, Denaro, Doppia, Genovino, Groschen (Grosso), Grosso, Luigino, Madonna, Parpagliola, Scudo d'oro)
- Edoardo Martinori, La moneta - Vocabolario generale, Roma, Istituto italiano di numismatica, MCMXV (1915). (voci, Banco di San Giorgio, Bruneti, Clapucino, Crociato, Da 40 scudi, Denaro genovino, Denaro pavese, Diciottino, Diciassetteno, Doppia, Doppia delle otto stampe, Ducato d'argento genovese, Ducato delle libertà, Ducato di Genova, Ducatone di Genova, Ducato sultanino, Genovina, Genovina d'oro, Genovino d'oro, Genovino d'oro a cavallo, Gianuino, Giorgino, Giustino, Grano, Grosso, Januino, Libra, Lira, Lira di Genova, Lira genovese (Genovina), Luigino, Madonnina di Genova, Marco di Genova, Millesimo, Moneta di S. Giorgio, Moneta di banco, Moneta di paghe, Moneta di permesso, Moneta per il Levante, Parpaiola (di Milano), Patachina, Pegione, Pezzo da 96 lire, Pistola di Genova, Pitta (genovese), Quartaro, Quartarolo, Reale di Genova, Realone, San Giovannino, Scudi delle otto stampe, Scudo della benedizione,  Scudo dell'unione, Scudo di Genova, Scudo di S. Giovanni Battista, Scudo d'oro delle sette stampe, Scudo d'oro del sole di Genova, Scudo senza corona, Soldo di Genova, Tallero di Genova, Terzarola, Testone della benedizione, Testone genovese, Trapezeta, Zecchino di Genova)

### Cataloghi
- Alfa edizioni, Catalogo Alfa delle Monete Italiane e Regioni 33ª edizione 2008. Torino ([http,//www.alfaedizioni.it/features_ita05s.htm])
- Fabio Gigante, Monete italiane dal '700 all'avvento dell'euro, 21ª ed., Varese, Gigante, 2013, ISBN 978-88-89805-35-0.
- Eupremio Montenegro, Manuale del collezionista di monete italiane, 29ª ed., Torino, Edizioni Montenegro, 2008, ISBN 978-88-88894-03-4.
- Giovanni Pesce (a cura di), Le Monete di Genova, della Ligurie e delle sue colonie 1139-1814 - Catalogo della mostra (Genova 16-IX - 18-XI 1992). Genova, 1992